# Mohamed Ibrahim (Snookerspieler)
Mohamed Ibrahim (* 3. März 1990), auch Mohammed Ibrahim, Mohamed Alakrady oder Mohamed al-Akrady, ist ein ägyptischer Snookerspieler. 2018 und 2022 wurde er Afrikameister und qualifizierte sich damit jeweils für die Profitour. 

## Karriere
Mohamed Ibrahim nahm 2009 als 19-Jähriger an der Afrikameisterschaft teil. Er besiegte in der Gruppenrunde unter anderem den südafrikanischen Ex-Profi Peter Francisco mit 3:0. Erst im Viertelfinale unterlag er François Ellis, ebenfalls ein Ex-Profi aus Südafrika. Bei der U21-Weltmeisterschaft im selben Jahr erreichte er ebenfalls die Runde der Letzten 16. 2010 und 2012 schied er bei der Afrikameisterschaft ebenfalls im Achtelfinale aus, 2011 kam er aber bis ins Halbfinale und erreichte am Ende Platz 4 im Turnier. 2012 holte er sich seinen ersten kontinentalen Titel durch einen 8:4-Sieg über Mohamed Khairy bei der Afrikameisterschaft in der Variante Six-Red-Snooker. Dadurch bekam er auch eine Einladung für die Six-Red-Weltmeisterschaft, die zum Kalender der Profitour gehörte. Bis auf eine knappe 4:5-Niederlage gegen den englischen Profi Mark Davis verlor er dort aber alle Gruppenspiele klar.
Danach dauerte es drei Jahre bis zu seinen nächsten Erfolgen: Bei der Afrikameisterschaft 2015 belegte er Platz 3 hinter den aktuellen Profis Hatem Yaseen und Mohamed Khairy, im Jahr darauf verlor er im Halbfinale gegen Peter Francisco, der anschließend zum dritten Mal das Turnier gewann. Danach erreichte er bei der Amateurweltmeisterschaft die Runde der Letzten 32. Seinen zweiten internationalen Titel gewann Ibrahim 2017 erneut bei der afrikanischen Six-Red-Meisterschaft mit 7:6 über Hisham Shouki. Schließlich gelang ihm im Mai 2018 auch bei der regulären Kontinentalmeisterschaft erstmals der Einzug ins Finale und mit einem 6:1-Sieg über Mostafa Dorgham wurde er Afrikameister. Zwar gab es in diesem Jahr wegen der Umstrukturierung der Verbände keine Nominierung des Afrikaverbands für die Snooker Main Tour mehr, der Weltverband hatte aber noch einen Platz freigehalten und vergab eine Wildcard an den Ägypter, gleichbedeutend mit der Startberechtigung für die Profiturniere der Spielzeiten 2018/19 und 2019/20. Doch Ibrahim verließ nach wenigen Monaten Anfang Oktober freiwillig die Main Tour.
2019 nahm er an den Snookerwettbewerben der Afrikaspiele teil. Im Einzel belegte er den vierten Platz und im gemischten Doppel gewann er mit Yara Sharaf die Bronzemedaille. Aus organisatorischen Gründen gab es in diesem Jahr keine Afrikameisterschaft und in den folgenden beiden Jahren fiel sie wegen der COVID-19-Pandemie aus. 2022 trat Mohamad in Marokko zur Titelverteidigung an und holte sich ein zweites Mal den Sieg gegen seinen Landsmann Hesham Shawky. Damit verbunden war erneut die Nominierung für die Profitour für zwei Spielzeiten.